# Colonisation galloise du Chubut
Les Gallois du Chubut sont une minorité présente en Argentine. Ils descendent de l'immigration au XIXe siècle, en Patagonie, de Gallois du Pays de Galles opposés à la domination britannique. En gallois, cet établissement s'appelle Y Wladfa.

## Histoire

### Début de la colonisation, 1865
L'idée de l'établissement d'une colonie galloise en Amérique du Sud fut l'idée du professeur Michael D. Jones, directeur d'un collège théologique et l'un des pères du nationalisme gallois. Son but était d'instaurer un État dans cette région où le gallois serait la langue de l'administration, du gouvernement et de liturgie.
Ayant constaté, durant un séjour aux États-Unis, où les colons gallois étaient relativement nombreux, que ces derniers avaient rapidement tendance à oublier leur langue au profit de l'anglais, il prôna l'instauration d'un État où le gallois, menacé au Pays de Galles, pourrait se maintenir.
Les premières villes fondées furent Puerto Madryn et Rawson en 1865.

### Colonisation de 1866 à 1885
Les colons installent rapidement un système d'irrigation qui permet d'excellentes récoltes agricoles et la création de réseau de chemin de fer pour mettre fin à l'isolement de leurs territoires.
Dans cette période, ils fondèrent Gaiman (1874) et Trelew (1886).

### Expansion vers les Andes (1885-1902)
En 1885, les terres agricoles de la basse vallée du Chubut étaient déjà occupées, les colons se tournèrent alors vers les Andes où ils fondèrent alors Esquel et Trevelín. Cependant, le Chili et l'Argentine se disputaient ce territoire. La volonté des Gallois de vivre en Argentine permit à cette dernière d'obtenir gain de cause.
À la fin du XIXe siècle, il y avait 4 000 Gallois en Argentine.

### 1899-1915: Revers au Chubut
Dans les années 1880 et 1899, Rawson et d'autres villes furent touchées par des inondations. De plus, la conscription fut introduite pour les colons. Cela favorisa le départ de près de 500 colons en Saskatchewan, une province du Canada.

### Années 1960
En 1963, la construction d'un barrage sur le Río Chubut empêche toute inondation dans la vallée.
En 1965, pour le centième anniversaire de la colonie, des représentants du Pays de Galles ont été invités, ce qui a permis une amélioration des contacts avec la Patrie et l'arrivée de touristes gallois au Chubut.

### XXIesiècle
Sur une population de 50 000 personnes d'origine galloise (représentant environ 10% de celle de la province), le nombre de locuteurs du gallois est aujourd'hui estimé entre 1 500 et 5 000,.
Il existe plusieurs lieux où l'on parle gallois dans les différentes communes comme l'église, les cafés…
Depuis 2005, le drapeau de la ville de Puerto Madryn porte le Dragon rouge, emblème du drapeau du pays de Galles.